# Eeli Tolvanen
Eeli Tolvanen (né le 22 avril 1999 à Vihti en Finlande) est un joueur professionnel finlandais de hockey sur glace. Il évolue à la position d'ailier droit.

## Biographie
Tolvanen dispute son hockey junior en Finlande avec le programme junior des Blues Espoo. En 2015-2016, il fait le saut dans la USHL avec les Musketeers de Sioux City. Le 13 juin 2016, il s'engage avec Boston College dans la NCAA où il souhaite poursuivre sa carrière après la USHL. 
Le 23 juin 2017, il est repêché au 1er tour, 30e choix au total, par les Predators de Nashville. Il apprend le jour même que sa demande d'admission avec Boston College est rejetée en raison d'un problème de crédits avec un cours suivi au secondaire et doit abandonner l'idée d'une carrière universitaire aux États-Unis.
Le 5 juillet 2017, il signe un contrat optionnel de 2 ans avec les Jokerit dans la KHL. Le 23 août 2017, il dispute son premier match professionnel et inscrit son premier tour du chapeau en carrière dans la KHL face au HC Dinamo Minsk. À 18 ans et 123 jours, il devient ainsi le plus jeune joueur dans l'histoire de la ligue à inscrire un tour du chapeau.
Après l'élimination du Jokerit en séries éliminatoires, il rejoint les Predators le 29 mars 2018 en signant un contrat de trois ans. Il joue son premier match dans la LNH avec cette équipe deux jours plus tard.

## Statistiques

### En club
| Saison     | Équipe                   | Ligue          |     | Saison régulière | Saison régulière | Saison régulière | Saison régulière | Saison régulière |   | Séries éliminatoires | Séries éliminatoires | Séries éliminatoires | Séries éliminatoires | Séries éliminatoires |
| Saison     | Équipe                   | Ligue          | PJ  | B                | A                | Pts              | Pun              | PJ               | B | A                    | Pts                  | Pun                  |                      |                      |
| 2014-2015  | Blues Espoo U16          | Jr. C SM-sarja | -   | -                | -                | -                | -                | 4                | 5 | 4                    | 9                    | 4                    |                      |                      |
| 2014-2015  | Blues Espoo U18          | Jr. B SM-sarja | 41  | 39               | 45               | 84               | 24               | 9                | 1 | 3                    | 4                    | 14                   |                      |                      |
| 2014-2015  | Blues Espoo U20          | Jr. A SM-liiga | 7   | 2                | 3                | 5                | 2                | -                | - | -                    | -                    | -                    |                      |                      |
| 2015-2016  | Musketeers de Sioux City | USHL           | 49  | 17               | 21               | 38               | 12               | -                | - | -                    | -                    | -                    |                      |                      |
| 2016-2017  | Musketeers de Sioux City | USHL           | 52  | 30               | 24               | 54               | 26               | 13               | 5 | 5                    | 10                   | 6                    |                      |                      |
| 2017-2018  | Jokerit                  | KHL            | 49  | 19               | 17               | 36               | 28               | 11               | 6 | 1                    | 7                    | 4                    |                      |                      |
| 2017-2018  | Predators de Nashville   | LNH            | 3   | 0                | 0                | 0                | 0                | -                | - | -                    | -                    | -                    |                      |                      |
| 2018-2019  | Predators de Nashville   | LNH            | 4   | 1                | 1                | 2                | 0                | -                | - | -                    | -                    | -                    |                      |                      |
| 2018-2019  | Admirals de Milwaukee    | LAH            | 58  | 15               | 20               | 35               | 24               | 5                | 0 | 0                    | 0                    | 2                    |                      |                      |
| 2019-2020  | Admirals de Milwaukee    | LAH            | 63  | 21               | 15               | 36               | 18               | -                | - | -                    | -                    | -                    |                      |                      |
| 2020-2021  | Predators de Nashville   | LNH            | 40  | 11               | 11               | 22               | 4                | 4                | 0 | 0                    | 0                    | 0                    |                      |                      |
| 2020-2021  | Jokerit                  | KHL            | 25  | 5                | 8                | 13               | 10               | -                | - | -                    | -                    | -                    |                      |                      |
| 2021-2022  | Predators de Nashville   | LNH            | 75  | 11               | 12               | 23               | 16               | 3                | 1 | 0                    | 1                    | 2                    |                      |                      |
| 2022-2023  | Predators de Nashville   | LNH            | 13  | 2                | 2                | 4                | 4                | -                | - | -                    | -                    | -                    |                      |                      |
| 2022-2023  | Kraken de Seattle        | LNH            | 48  | 16               | 11               | 27               | 10               | 14               | 3 | 5                    | 8                    | 6                    |                      |                      |
| 2023-2024  | Kraken de Seattle        | LNH            | 81  | 16               | 25               | 41               | 24               | -                | - | -                    | -                    | -                    |                      |                      |
| Totaux LNH | Totaux LNH               | Totaux LNH     | 264 | 57               | 62               | 119              | 58               | 21               | 4 | 5                    | 9                    | 8                    |                      |                      |

### En équipe nationale
| Année | Équipe       | Compétition                  |   | PJ | B | A  | Pts | Pun           |  | Résultat |
| 2015  | Finlande U18 | Mémorial Ivan Hlinka         | 5 | 1  | 1 | 2  | 0   | 4e place      |  |          |
| 2016  | Finlande U17 | Défi mondial -17 ans         | 5 | 9  | 1 | 10 | 0   | 7e place      |  |          |
| 2016  | Finlande U18 | Championnat du monde -18 ans | 7 | 7  | 2 | 9  | 0   | Médaille d'or |  |          |
| 2017  | Finlande U20 | Championnat du monde junior  | 6 | 2  | 4 | 6  | 2   | 9e place      |  |          |
| 2018  | Finlande U20 | Championnat du monde junior  | 5 | 1  | 5 | 6  | 4   | 6e place      |  |          |
| 2018  | Finlande     | Jeux olympiques              | 5 | 3  | 6 | 9  | 4   | 6e place      |  |          |
| 2018  | Finlande     | Championnat du monde         | 4 | 2  | 2 | 4  | 2   | 5e place      |  |          |
| 2019  | Finlande U20 | Championnat du monde junior  | 7 | 0  | 4 | 4  | 2   | Médaille d'or |  |          |

## Trophées et honneurs personnels

### USHL
- 2015-2016 :
  - nommé dans la première équipe des recrues
- 2016-2017 :
  - nommé dans la première équipe d'étoiles

### KHL
- 2017-2018 :
  - Joueur de la semaine du 2 octobre
  - Recrue du mois de septembre
  - 4 fois recrue de la semaine